# Augusto José da Cunha
Augusto José da Cunha (Lisboa, 1 de Abril de 1834 - 24 de Junho de 1919), foi  ministro dos Negócios da fazenda entre 12 de Novembro de 1889 e 11 de Janeiro de 1890, no ministério de José Luciano de Castro, e de Novembro de 1890 a Maio de 1891. Exerceu, também, o cargo de ministro das Obras Públicas entre 7 de Fevereiro de 1897 e Agosto de 1898, no ministério de José Luciano de Castro. Foi ainda o primeiro Reitor da Universidade de Lisboa.

## Biografia

### Carreira académica e profissional
Augusto José da Cunha tirou os seus cursos na Escola Politécnica e da Escola do Exército. Lecciona a cadeira de Mecânica e de Topografia do Instituto Nacional de Agricultura e Veterinária, onde chega a ser director, e foi designado para ser um dos mestres rei D. Carlos.
Foi vice-governador Director do Banco de Portugal, e desenvolveu as oficinas de cunhagem e de impressão quando exerceu funções de Director da Casa da Moeda, em 1880.
Teve ainda um papel relevante no meio académico ao escrever vários manuais para o ensino secundário, adoptados nos liceus do Reino e em diversos colégios privados.

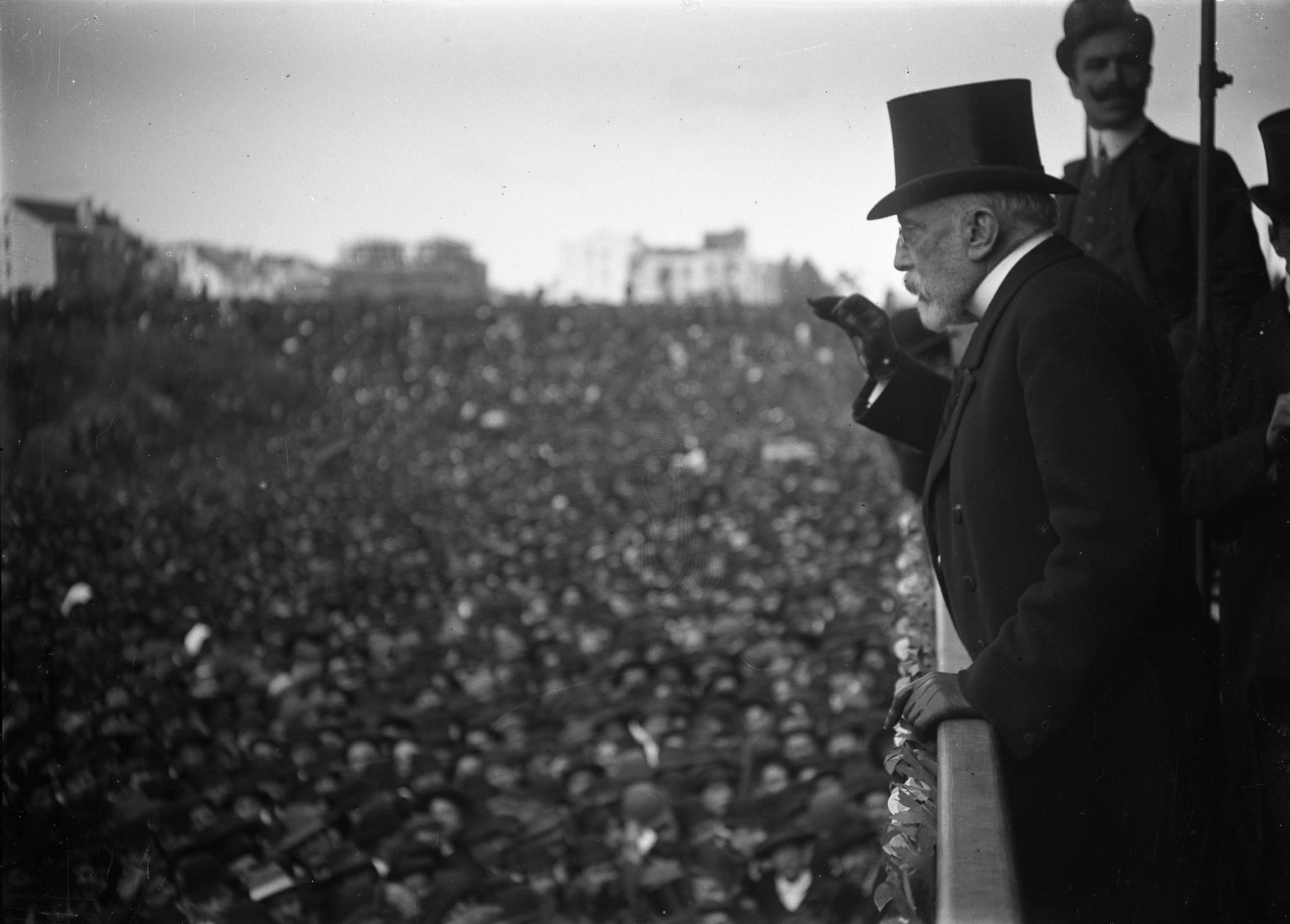
Augusto José da Cunha, num comício eleitoral em Lisboa, 1908.

### Carreira política
Ingressou na vida política ao filiar-se no Partido Progressista, vindo a exercer os cargos de Ministro dos Negócios da fazenda e Ministro das Obras Públicas. Teve assento na Câmara dos Deputados e na Câmara dos Pares (1887), onde foi Presidente (1905), e pertenceu ao Conselho de Sua Majestade.
Em 1907, desagradado com o seu partido, resolve sair e inscrever-se no Partido Republicano Português.